# Gare de Kita-Asaka
La gare de Kita-Asaka (北朝霞駅, Kita-Asaka-eki) est une gare ferroviaire de la ville d'Asaka, dans la préfecture de Saitama au Japon. Elle est exploitée par la compagnie JR East.

## Situation ferroviaire
La gare de Kita-Asaka est située au point kilométrique (PK) 22,8 de la ligne Musashino.

## Histoire
La gare a été inaugurée le 1er avril 1973.

## Services aux voyageurs

### Accès et accueil
La gare dispose d'un bâtiment voyageurs, avec guichet, ouvert tous les jours.

### Desserte
- Ligne Musashino :
  - voie 1 : direction Nishi-Kokubunji et Fuchū-Hommachi
  - voie 2 : direction Minami-Urawa, Shin-Matsudo et Minami-Funabashi

### Intermodalité
La gare d'Asakadai de la compagnie Tōbu est située à proximité immédiate de la gare.